# Elias Bou Saab
Elias Bou Saab (transcription alternative Abu Saab), né le 8 septembre 1967 à Dhour Choueir, est un homme politique libanais, conseiller du président à la Coopération internationale.
Il est ministre de l'Éducation du gouvernement Tammam Salam où il représente, aux côtés de Gebran Bassil, le Courant patriotique libre de Michel Aoun. Il fait partie de la communauté grecque-orthodoxe. 
Il est le fondateur de l'Université américaine de Dubaï et il a financièrement soutenu la création de la télévision OTV, du site d'information Al Mada.org et de la radio Sawt Al Mada, qui sont les organes de diffusion du Courant patriotique libre. De 2009 à 2012, il est maire de Dhour Choueir. Son épouse est la chanteuse Julia Boutros,.
Lors de la visite du premier ministre britannique David Cameron au Liban en septembre 2015, Elias Bou Saab déclare que jusqu'à 2 % des réfugiés syriens en Europe pourraient être des djihadistes infiltrés de l'État islamique, ajoutant par la suite qu'il exprimait une intuition personnelle et ne disposait d'aucune information à ce sujet. Cette « intuition », aussitôt reprise à son compte par le leader populiste néerlandais Geert Wilders, est contestée par les services de renseignements néerlandais (AIVD, service des renseignements extérieurs, et NCTV (en), organe chargé de la coordination de la lutte contre le terrorisme) et danois (PES) une semaine plus tard,,.
Il est cité dans l'affaire des Panama Papers en avril 2016.

## Sources
1. ↑  "Elias N. Bou Saab", sur le site de l'American University of Dubai
2. ↑  "Biography of Education Minister Elias Abu Saab", National News Agency, 15 février 2014
3. ↑  "Islamic State jihadis 'may be posing as Syrian refugees'", The Telegraph, 14 septembre 2015
4. ↑  "AIVD: geen signalen voor golf van IS-strijders in Nederland", Volkskrant, 24 septembre 2015
5. ↑  "No evidence of IS supporters posing as refugees: Dutch security service", Dutchnews.nl, 24 septembre 2015
6. ↑  « ELIAS BOU SAAB | ICIJ Offshore Leaks Database », sur offshoreleaks.icij.org (consulté le 4 octobre 2021)